# Château de Montgobert
Le château de Montgobert est un demeure de plaisance qui se dresse sur le territoire de la commune française de Montgobert dans le département de l'Aisne, en région Hauts-de-France. L'édifice est partiellement protégé au titre des monuments historiques.

## Localisation
Le château est situé en bordure de la forêt de Retz, sur la commune de Montgobert, dans le département français de l’Aisne.

## Historique
Sur le site se dressait un ancien domaine possession du seigneur franc du nom de Godbert qui sous Louis XV est vendu à M. Desplaces, notaire parisien, qui rase le manoir et construit un « château moderne, entouré de jardins, de cours immenses ».
Le château de Montgobert fut construit à la fin du XVIIIe siècle. Le parc du château a été dessiné au début du XIXe siècle et repris par Achille Duchêne. 
En 1798, Victoire-Emmanuel Leclerc devint propriétaire de cette demeure. Général des armées, il épouse la jeune Pauline Bonaparte, sœur de l’empereur Napoléon Ier. Dès lors, le gratin de l’aristocratie impériale fréquente les lieux : Davout, Suchet, Cambacérès, ainsi que le général Dumas, le père d'Alexandre. Au cours des années, Leclerc devient le bras droit de ce dernier, mais il meurt dans la fleur de l’âge au cours d’une expédition à Saint-Domingue. Veuve, Pauline se remarie au prince italien Camille Borghèse et délaisse peu à peu Montgobert.
Le domaine passa quelques années plus tard aux mains des frères et sœurs de son premier mari. Louis Nicolas Davout, époux de Louise Leclerc, fut propriétaire de Montgobert dès 1821. Tout comme son beau-frère décédé, c’était un grand officier de l’Empire ; maréchal élevé au rang de pair de France, une légende racontait qu’il n’avait jamais été battu.
Durant les décennies suivantes, d’autres personnages de grandes familles de la noblesse d’Empire vécurent à Montgobert : Raoul-Napoléon Suchet, le duc d'Albufera ou encore Anna Masséna y laissèrent leur empreinte.
Il appartient de nos jours au duc d'Albufera et abrite un musée du Bois et de l'Outil.

## Protection
Au titre des monuments historiques :
- les façades et toitures du château ; l'escalier avec sa rampe en fer forgé ; la salle à manger avec son décor au rez-de-chaussée sont inscrits par arrêté du 29 décembre 1978 ;
- le tombeau du général Leclerc se trouvant dans le parc est classé par arrêté du 29 décembre 1978.